# Neuilly-l'Évêque
Neuilly-l'Évêque é uma comuna francesa na região administrativa de Grande Leste, no departamento de Haute-Marne. Estende-se por uma área de 23,76 km². Em 2010 a comuna tinha 606 habitantes (densidade: 25,5 hab./km²).